# Ontherus howdeni
Ontherus howdeni är en skalbaggsart som beskrevs av François Génier 1996. Ontherus howdeni ingår i släktet Ontherus och familjen bladhorningar. Inga underarter finns listade i Catalogue of Life.